# Glavat
Glavat – wieś w Chorwacji, w żupanii dubrownicko-neretwiańskiej, w gminie Lastovo. W 2011 roku pozostawała niezamieszkana.